# Единица на Добсън
Единицата на Добсън е единица за измерване съдържанието на озон в атмосферата на Земята.
Една единица на Добсън е равна на слой озон от 10 μm при стандартни налягане и температура. Това съответства на 2,69·1016 молекули озон на квадратен сантиметър от повърхността на Земята, или 0,447 mmol/m².
За определяне наличието на озонова дупка е избрана границата за наличие на озон в атмосферата от 220 единици на Добсън.
Единицата на Добсън е наречена в чест на Гордън Добсън, който през 1920 г. конструира първите уреди за измервне нивото на озона. Днес тези уреди се наричат озонни спектрометри на Добсън.